# Campagna di Salamaua-Lae
La campagna di Salamaua-Lae venne combattuta tra l'aprile e il settembre 1943 nell'ambito dei più vasti eventi della campagna della Nuova Guinea della seconda guerra mondiale.
Dopo aver vittoriosamente respinto l'offensiva giapponese lanciata in direzione di Port Moresby e aver ricacciato i reparti nipponici verso nord attraverso le regioni interne della Nuova Guinea orientale, le forze australiane lanciarono un assalto in direzione degli abitati di Salamaua e Lae posti sulla costa settentrionale della Nuova Guinea, trasformati dai giapponesi in basi avanzate. Muovendo attraverso un terreno difficilissimo composto di montagne ricoperte di giungla, le truppe australiane avanzarono su Salamaua dalla loro base di Wau a partire dal 22 aprile 1943, forzando più volte le linee difensive nipponiche e respingendo diversi contrattacchi; un contingente di truppe statunitensi si unì alla lotta il 30 giugno sbarcando dal mare a sud di Salamaua. La città fu infine catturata dagli Alleati l'11 settembre, anche se buona parte della guarnigione giapponese riuscì a fuggire.
Nel frattempo, le forze alleate lanciarono un attacco anche in direzione di Lae: reparti australiani sbarcarono a est della città il 4 settembre, mentre un contingente di truppe aviotrasportate statunitensi si paracadutava a ovest nei dintorni di Nadzab; ostacolati dal terreno e dal clima impervio, gli Alleati catturarono Lae il 15 settembre, ma ancora una volta il grosso dei giapponesi si sottrasse all'accerchiamento rifugiandosi nella vicina penisola di Huon. Le perdite nei ranghi dei reparti nipponici furono comunque pesanti, e Lae divenne un'importante base per il proseguimento delle offensive degli Alleati lungo la costa settentrionale della Nuova Guinea.

## Antefatti
Nel marzo 1942 forze giapponesi invasero il territorio della Provincia di Morobe nella Nuova Guinea nord-orientale, stabilendo nuove basi avanzate presso le cittadine di Lae e di Salamaua, 35 chilometri più a sud; Salamaua in particolare divenne un'importante base avanzata per l'aviazione giapponese, nonché punto di partenza per la successiva offensiva via terra volta a conquistare il centro amministrativo della Nuova Guinea, Port Moresby, situato lungo la costa meridionale dell'isola. Dopo che l'attacco a Port Moresby andò incontro a un fallimento a seguito degli scontri della campagna della pista di Kokoda (agosto-novembre 1942) contro le forze australiane e statunitensi, i giapponesi fecero del porto di Salamaua una importante base di rifornimento, sebbene le limitazioni logistiche consentissero di acquartierare nella zona solo 10 000 uomini: 7 500 soldati delle truppe di terra e 2 500 personale della Marina. La principale forza di difesa era rappresentata dal "Distaccamento Okabe", un'unità delle dimensioni di una brigata costituita con personale della 51ª Divisione di fanteria e agli ordini del maggior generale Toru Okabe.
Nel gennaio 1943 il Distaccamento Okabe subì una pesante sconfitta dopo aver tentato di espugnare la base avanzata australiana di Wau, posta a circa 40 chilometri a sud di Salamaua. I comandi degli Alleati iniziarono quindi a porre la loro attenzione sulla base giapponese di Salamaua, la quale poteva essere agilmente attaccata dalle truppe già dislocate nella zona di Wau; la mossa doveva servire anche a distrarre l'attenzione giapponese da Lae, divenuta un obiettivo per gli Alleati nel quadro dell'operazione Cartwheel, il grande piano strategico per la prosecuzione delle operazioni nel teatro del Pacifico sud-occidentale e la neutralizzazione della piazzaforte nipponica di Rabaul. Venne quindi deciso che il presidio giapponese di Salamaua sarebbe stato debellato con un'offensiva della 3ª Divisione australiana, assemblata con i reparti già a Wau e posta agli ordini del maggior generale Stanley Savige, la quale si sarebbe coordinata con elementi della 41ª Divisione fanteria statunitense.

## La campagna

### La battaglia per Salamaua

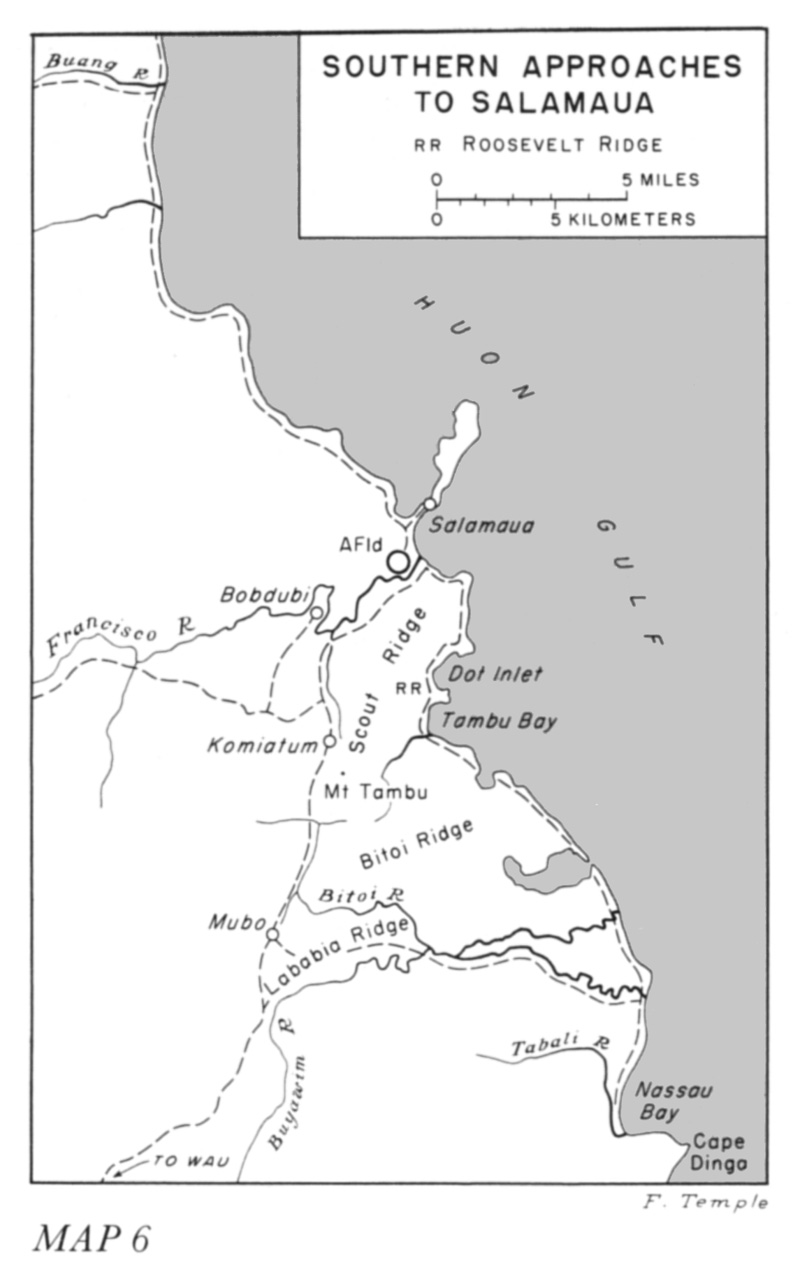
Carta della regione attorno a Salamaua

Dopo la conclusione degli scontri attorno a Wau nel tardo gennaio 1943, il Distaccamento Okabe si ritirò verso Mubo dove iniziò a raggrupparsi, ammontando ormai a circa 800 effettivi in armi. Tra il 22 aprile e il 29 maggio 1943 il 2/7º Battaglione fanteria australiano, posto al termine di una lunga e tenue linea di rifornimento che si dipanava da Port Moresby attraverso il difficile terreno della Nuova Guinea interna, iniziò ad attaccare l'estremità meridionale del perimetro difensivo giapponese nella zona di Mubo, presso le alture note agli Alleati come "The Pimple" ("Il Foruncolo") e "Green Hill". Sebbene il 2/7º Battaglione fece pochi progressi nell'area, l'azione ebbe successo come mossa diversiva per coprire il movimento ad arco della 2/3ª Compagnia indipendente del maggiore George Warfe (un'unità di forze speciali degli Australian commandos), la quale compì una vittoriosa incursione sulle postazioni giapponesi al ponte di Bobdubi più a nord infliggendo al nemico molte perdite; nel corso di maggio, inoltre, il 2/7º Battaglione respinse vari forti contrattacchi dei giapponesi.
Mentre erano in corso gli scontri della battaglia di Mubo, il 24º Battaglione fanteria australiano, schierato in posizione difensiva nella Valle di Wampit per prevenire infiltrazioni giapponesi nella zona di Bulolo, distaccò vari plotoni per rinforzare la 2/3ª Compagnia indipendente. Nel corso di maggio, queste unità furono intensamente impegnate a pattugliare il fianco settentrionale della 3ª Divisione, lungo il corso del fiume Markham e nella zona attorno a Missim; una pattuglia si spinse fino a raggiungere l'estuario del fiume Bituang, a nord di Salamaua.
In risposta ai movimenti degli Alleati nella zona di Salamaua, il tenente generale Hatazō Adachi, comandante della 18ª Armata giapponese responsabile delle operazioni terrestri nella Nuova Guinea, inviò il 66º Reggimento fanteria dalla zona di Finschhafen per rinforzare il Distaccamento Okabe e lanciare una controffensiva. Forte di 1 500 effettivi, il 66º Reggimento assaltò tra il 20 e il 23 giugno le postazioni australiane sulla cresta di Lababia; lo scontro, descritto come una delle "battaglie classiche" dell'Australian Army nella seconda guerra mondiale, vide la Compagnia D del 2/6º Battaglione australiano, asserragliata sulla cresta, fronteggiare con successo gli assalti nemici grazie a posizioni difensive ben consolidate e collegate, caratterizzate da ampie zone di fuoco libero, che neutralizzarono le tradizionali tattiche di infiltrazione e accerchiamento usate dai giapponesi.

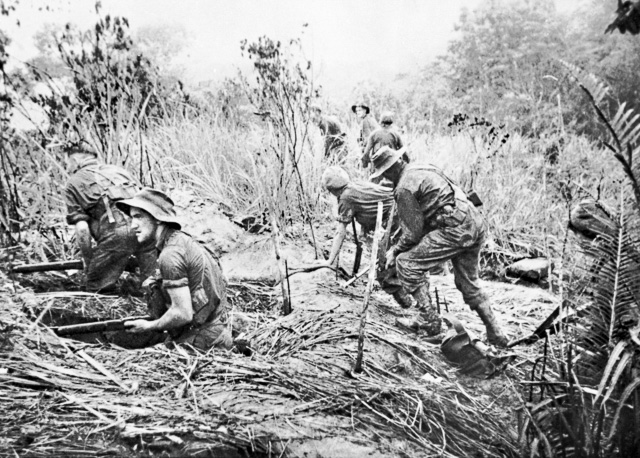
Commandos australiani della 2/3ª Compagnia indipendente in azione nella zona tra Mubo e Salamaua nel luglio 1943

Tra il 30 giugno e il 19 agosto, la 15ª Brigata fanteria australiana ripulì dal nemico la zona del crinale di Bobdubi; l'operazione si aprì con un assalto condotto dal 58/59º Battaglione fanteria australiano, un'unità ancora inesperta, e vide il verificarsi di diversi scontri corpo a corpo. Mentre gli australiani progredivano nella zona di Bobdubi, tra il 30 giugno e il 4 luglio il 162º Gruppo da combattimento reggimentale statunitense, rinforzato da elementi del genio, compì uno sbarco incontrastato nella Baia di Nassau a sud di Salamaua e vi stabilì una testa di ponte; la posizione doveva servire come base per un'avanzata lungo la costa, nonché per predisporre postazioni di tiro per l'artiglieria pesante con cui martellare le difese giapponesi.
Una settimana dopo l'inizio degli attacchi a Bobdubi e dello sbarco nella Baia di Nassau, la 17ª Brigata australiana sferrò un attacco contro le postazioni giapponesi a Mubo. Con gli Alleati che progredivano in direzione di Salamaua, le forze giapponesi si ritirarono per evitare di finire circondate; il maggior generale Hidemitsu Nakano, comandante della 51ª Divisione fanteria responsabile della zona, tentò quindi di raggruppare le sue forze in una posizione difensiva a sud di Salamaua lungo le alture della zona di Komiatum. Nel mentre il corpo centrale del 162º Gruppo reggimentale statunitense progrediva nella sua avanzata lungo la costa, fino a imbattersi in una forte postazione difensiva giapponese che fu infine travolta nella battaglia di Roosevelt Ridge tra il 21 luglio e il 14 agosto. Nel mentre, tra il 16 luglio e il 19 agosto il 42º e il 2/5º Battaglione australiani guadagnarono un punto d'appoggio all'interno delle postazioni giapponesi nel corso degli scontri della battaglia di Mount Tambu, che mantennero a dispetto di alcuni violenti contrattacchi nemici, per poi ricollegarsi ai reparti statunitensi sulla costa.

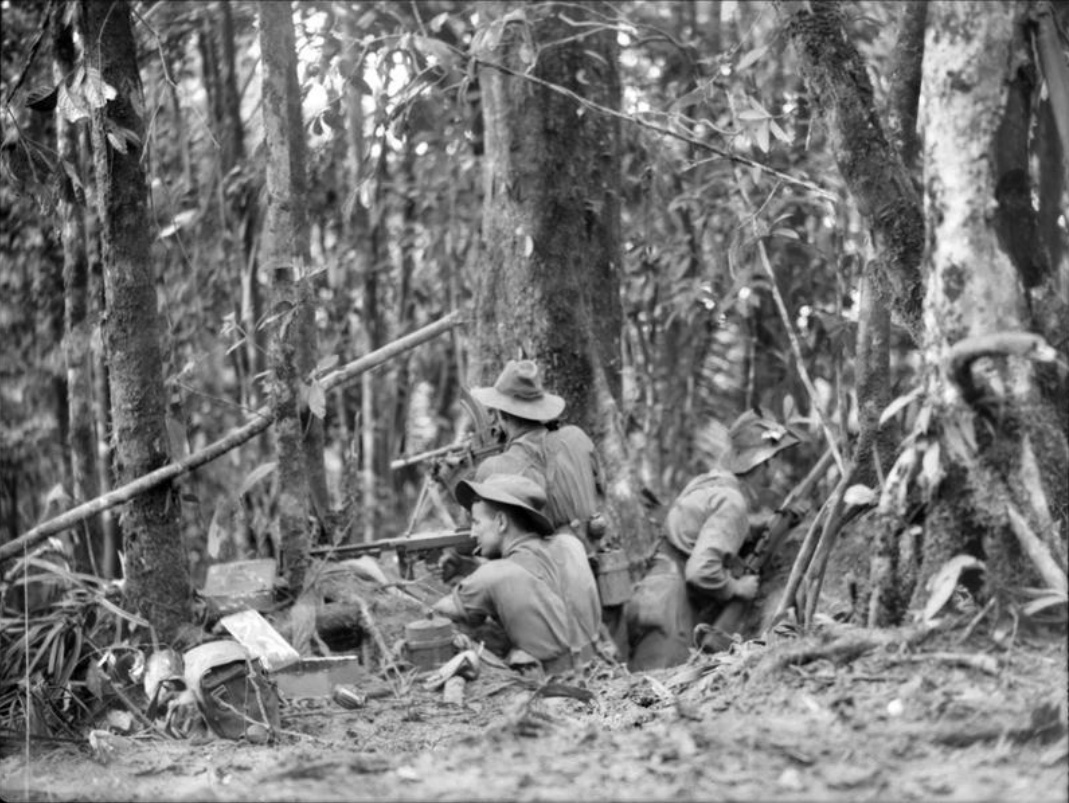
Soldati australiani trincerati durante gli scontri nella zona di Mount Tambu

Per tutto il mese di luglio i giapponesi tentarono di rinforzare la zona di Salamaua richiamando altri reparti da Lae; per la fine del mese le truppe nipponiche attestate attorno a Salamaua avevano raggiunto gli 8 000 effettivi. Il 23 agosto Savige e la 3ª Divisione passarono la responsabilità delle operazioni a Salamaua alla 5ª Divisione australiana del maggior generale Edward James Milford. Scontri si susseguirono tra la fine di agosto e l'inizio di settembre mentre i giapponesi tentavano di rallentare la progressione dei reparti degli Alleati verso la loro ultima linea di difesa attorno a Salamaua; il 58/59º Battaglione australiano riuscì tuttavia ad attraversare con successo il fiume Francisco mentre il 42º Battaglione catturava la principale postazione difensiva nipponica posta su Charlie Hill. Dopo gli sbarchi alleati nella zona di Lae all'inizio di settembre, il generale Hatazō Adachi ordinò a Nakano di abbandonare Salamaua e ripiegare a nord; la guarnigione riuscì a evacuare tra i 5 000 e i 6 000 uomini per mare tramite barconi, mentre il resto della forza si mosse lungo la strada costiera. Reparti della 5ª Divisione australiana occuparono quindi l'abitato di Salamaua l'11 settembre, mettendo in sicurezza il suo aeroporto.
Gli scontri intercorsi tra l'aprile e il settembre 1943 nella zona di Salamaua costarono ai reparti australiani 1 083 perdite, tra cui 343 morti, mentre le unità statunitensi dovettero registrare 81 morti e 396 feriti; le perdite giapponesi furono molto più severe e ammontarono a un totale di 8 100 perdite, tra cui 2 722 morti e 5 378 feriti. Nel corso degli scontri le forze aeree degli Alleati e le motosiluranti statunitensi supportarono le truppe a terra imponendo un sostanziale blocco navale nel Golfo di Huon e negli stretti di Vitiaz e di Dampier, da cui passavano i rifornimenti per i giapponesi schierati nella zona di Lae-Salamaua.

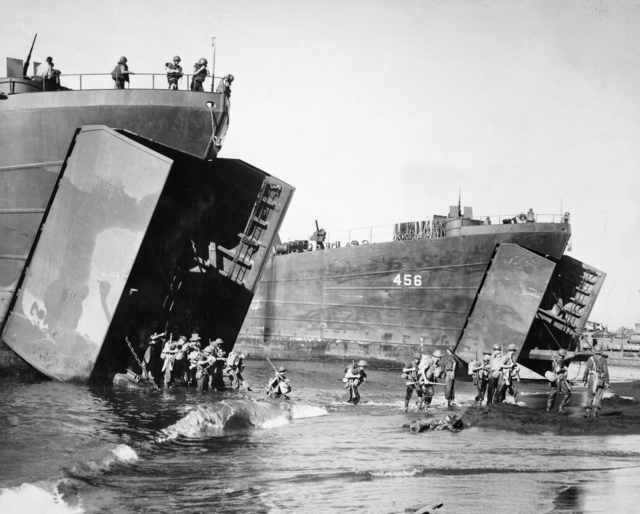
Truppe australiane sbarcano a Lae da mezzi LST statunitensi nel settembre 1943

### Lo sbarco a Lae
La presa di Lae (nome in codice "Operazione Postern") rientrava in un piano più ampio degli Alleati volto a mettere in sicurezza la penisola di Huon, messo a punto dal generale Thomas Blamey, nominato comandante in capo delle forze alleate in Nuova Guinea (New Guinea Force), e dal generale Edmund Herring, comandante del I Corpo d'armata australiano. L'azione era intesa come un classico doppio accerchiamento, comprendente un assalto anfibio lungo a costa a oriente di Lae e un lancio di paracadutisti nella zona di Nadzab, circa 50 chilometri più a ovest.
Il 4 settembre la 9ª Divisione australiana del maggior generale George Wootten prese terra dal mare nella zona di Malahang a oriente di Lae, preparandosi ad accerchiare le forze giapponesi asserragliate in città; cinque cacciatorpediniere statunitensi coprirono lo sbarco con il fuoco dei loro cannoni. Lo sbarco non incontrò alcuna opposizione dei reparti giapponesi a terra, ma velivoli nipponici bombardarono i mezzi da sbarco causando diverse perdite tra il personale alleato imbarcato.
La 20ª Brigata australiana guidò l'avanzata, mentre la 26ª Brigata intervenne di rincalzo; l'ultima componente della 9ª Divisione, la 24ª Brigata, fu trattenuta in riserva. Gli australiani trovarono un avversario formidabile negli ostacoli naturali della zona, in particolare nei fiumi ingrossati dalle recenti piogge; l'avanzata dovette quindi arrestarsi sulle rive del fiume Busu, visto che la 9ª Divisione non aveva equipaggiamento pesante per gettare ponti oltre il suo corso e perché i giapponesi erano bene attestati sulla riva opposta. Solo il 9 settembre, infine, il 2/28º Battaglione forzò il corso del Busu e stabilì una testa di ponte sulla riva opposta al termine di duri scontri con i giapponesi.

### L'aviosbarco a Nadzab

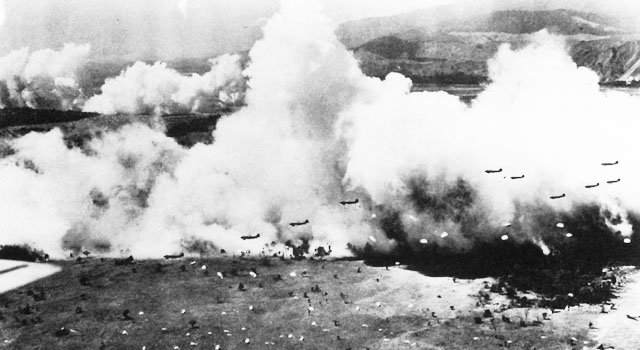
Velivoli statunitensi lanciano il loro carico di paracadutisti su Nadzab il 5 settembre 1943

Il giorno dopo l'assalto anfibio a Malahang, il 503º Reggimento paracadutisti statunitense, insieme a due batterie di artiglieria australiane il cui personale era stato sottoposto a un frettoloso corso di addestramento all'uso dei paracadute, si lanciò senza incontrare opposizione sulla piana attorno all'abitato di Nadzab a occidente di Lae; dopo che i paracadutisti ebbero messo in sicurezza la locale pista di aviazione, la 7ª Divisione australiana del maggior generale George Alan Vasey fu aviotrasportata a Nadzab per tagliare ogni possibile via di ritirata dei giapponesi attraverso la valle del fiume Markham.
L'11 settembre la 25ª Brigata australiana, parte della 7ª Divisione, si scontrò con circa 200 giapponesi trincerati presso la piantagione Jensen; ne seguirono scontri a fuoco a distanza ravvicinata prima che i giapponesi fossero messi in rotta lasciando 33 morti sul terreno. La 25ª Brigata proseguì l'avanzata, ingaggiando una grossa forza giapponese attestata alla piantagione Heath che fu infine sconfitta con la perdita di 312 uomini; nel corso degli scontri alla piantagione Heath il soldato Richard Kelliher ottenne una Victoria Cross, la massima onorificenza militare del Commonwealth britannico. La 25ª Brigata fece quindi il suo ingresso a Lae il 15 settembre, battendo sul tempo la 24ª Brigata della 9ª Divisione che raggiunse la città poche ore dopo quello stesso giorno.
Nel corso degli scontri per la presa di Lae la 9ª Divisione australiana subì un totale di 547 perdite, di cui 115 morti, 73 dispersi e 397 feriti; le perdite della 7ª Divisione furono più leggere, ammontando a 142 vittime di cui 38 caduti in azione. Più che negli scontri contro i giapponesi, la 7ª Divisione subì le sue peggiori perdite in un incidente occorso a Port Moresby il 7 settembre: un bombardiere B-24 Liberator statunitense precipitò in fase di decollo, finendo con lo schiantarsi contro cinque camion carichi di soldati del 2/33º Battaglione: 60 soldati australiani rimasero uccisi e altri 92 feriti. I giapponesi ebbero circa 1 500 caduti negli scontri attorno a Lae, mentre altri 2 000 uomini furono presi prigionieri.

## Conseguenze
Sebbene la cattura di Lae fosse stata una chiara vittoria degli Alleati, ottenuta per giunta più velocemente e a costi più bassi di quanto preventivato, una significativa porzione della guarnigione giapponese riuscì a sfuggire all'accerchiamento attraverso la catena montuosa del Saruwaged Range, a nord di Lae, continuando quindi a rappresentare una minaccia per gli Alleati. Come risultato, già a partire dal 22 settembre 1943 le forze australiane e statunitensi dovettero impegnarsi in un'altra difficile campagna nella regione della Penisola di Huon a nord di Lae, campagna proseguita fino al marzo 1944.
A dispetto dei piani iniziali in tal senso, Salamaua non divenne una base importante per gli Alleati. Il comandante del I Corpo d'armata australiano, generale Herring, visitò la città il 14 settembre, tre giorni dopo la sua cattura, solo per trovarsi davanti un terreno costellato di crateri di bombe e macerie; Herring raccomandò quindi di cancellare qualsiasi progetto di sviluppo di Salamaua come base militare e di concentrare piuttosto tutte le risorse disponibili su Lae. La base originariamente prevista appariva ora come uno spreco di forze, perché Salamaua stessa si rivelò come un pessimo sito per impiantarvi un porto o una base aerea; ad ogni modo, attirando l'attenzione l'attenzione dei giapponesi lontano da Lae in una fase critica dell'avanzata degli Alleati, l'assalto australiano e statunitense a Salamaua raggiunse comunque uno scopo utile.
All'opposto, Lae fu successivamente trasformata in una vasta base militare sia per le forze australiane che per quelle statunitensi, sebbene, per la fretta di Blamey nel lanciare l'offensiva prima che le opportune preparazioni logistiche fossero completate, molte delle unità necessarie per sviluppare il complesso non fossero ancora disponibili.